# Лоуренс, Мэттью
Мэ́ттью Уи́льям Ло́уренс (англ. Matthew William Lawrence; род. 11 февраля 1980, Абингтон, Пенсильвания, США) — американский актёр, брат актёров Джоуи Лоуренса и Эндрю Лоуренса. Шестикратный номинант на премию «Молодой актёр». После дебюта в трёх эпизодах популярной мыльной оперы «Династия» в 1984 году исполнил около 60 ролей в кино и на телевидении, в том числе Сэма Коллинза в приключенческом сериале «Кибер-команда сверхлюдей-самураев» (1994—1995), Мэтта Ромэна в ситкоме «Братская любовь» (1995—1997) и Джека Хантера в сериале «Парень познаёт мир» (1997—2000). Снимался в фильмах «Самолётом, поездом и автомобилем», «Сказки с тёмной стороны», «Миссис Даутфайр», «Обманщики», «Цыпочка» и других.

## Ранние годы
Актёр Мэттью Лоуренс родился в семье Донны и Джозефа Лоуренсов, менеджера и страхового маклера. Кроме Мэттью в семье росли двое братьев: Джоуи и Эндрю. Мэттью окончил школу Abington Friends School.

## Карьера
Как актёр он начал работать ещё в начале восьмидесятых, и, будучи совсем ребёнком, стал уже довольно известным по телевизионным ролям, впрочем, как и оба его брата. В 1987 году Мэттью сыграл малыша Нила Пэйджа в комедии Джона Хьюза «Самолётом, поездом и автомобилем» со Стивом Мартином и Джоном Кэнди. Через год, в 1988-м Мэттью снимается в триллере Пола Голдинга «Пульс», в 1990 он вновь появляется в триллере: на этот раз в картине Джона Харрисона «Сказки с темной стороны». Фильм состоял из трех короткометражных фильмов по мотивам рассказов Стивена Кинга — трех «страшилок», которые мальчик рассказывает ведьме, собравшейся его съесть, пытаясь тем самым выиграть время для своего спасения.
В 1993 году Лоуренс попадает в состав актёров знаменитой комедии Криса Коламбуса «Миссис Даутфайр». Картина с Робином Уильямсом и Салли Филд в главных ролях получает не одну кинонаграду, включая и самую престижную — «Оскар». В 1998-м Лоуренс играет в комедии Сары Кернокан «Заговор проказниц», а в 1999-м году Мэттью на пару с его братом Эндрю исполняют роли в семейной драме Дуан Кларк «Семейное дерево».
2000 год приносит главную роль в фильме режиссёра Митча Маркуса «Их поменяли мозгами» — истории о том, как двое школьных хулиганов случайно убивают своего одноклассника Карла. Фрэнк (персонаж Лоуренса) предлагает им вернуть его к жизни при помощи украденного человеческого мозга из лаборатории отца. Но с одним условием: ребята помогут ему заполучить все, о чём он мечтает. Мозг оказался принадлежащим серийному маньяку-убийце, и именно Фрэнку предстоит вернуть его на место.
В 2000-х Лоуренс появился с разными ролями в таких фильмах, как «Обманщики» Эндрю Герлэнда, «Дальнобойщица» Джеймса Моттерна, «Цыпочка» и «Мстители» Тома Брейди. В 2009 он сыграл в ужастике Марка Стаффера «Слуга тьмы», а в 2011 — в драме Майкла Ворфа «Форт МакКой».

## Личная жизнь
Встречался с актрисой и телеведущей Даниель Фишел, также был помолвлен с Хайди Мюллер с 2004 по 2006 год.
Так же у Мэттью были отношения с Шерил Бёрк с 2007 по 2008 год, с которой он познакомился через своего брата.
На данный момент у Мэттью долгосрочные отношения с девушкой по имени Лора Джейн Нью.
У него есть две собаки по имени Джек и Коди.

## Фильмография
| Год       |    | Русское название                  | Оригинальное название              | Роль                              |
| --------- | -- | --------------------------------- | ---------------------------------- | --------------------------------- |
| 1984—1985 | с  | Династия                          | Dynasty                            | Дэнни Кэррингтон младший          |
| 1985      | с  | ABC Специально после школы        | ABC Afterschool Special            | Мэтт                              |
| 1986—1987 | с  | Дай мне перерыв                   | Gimme a Break!                     | Мэттью Донован                    |
| 1987      | ф  | Самолётом, поездом и автомобилем  | Planes, Trains and Automobiles     | маленький Нил                     |
| 1988      | ф  | Пульс                             | Pulse                              | Стиви                             |
| 1988      | тф |                                   | David                              | Дэвид Ротенберг                   |
| 1989      | тф |                                   | Wilfrid's Special Christmas        | Wilfrid Gordon McDonald Partridge |
| 1990      | ф  | Сказки с темной стороны           | Tales from the Darkside: The Movie | Тимми                             |
| 1990      | тф | Сердце Джошуа                     | Joshua's Heart                     | Джошуа                            |
| 1991      | тф |                                   | The Summer My Father Grew Up       | Тимми                             |
| 1991      | тф | Папочка                           | Daddy                              | Сэм Уотсон                        |
| 1991      | с  | Блоссом                           | Blossom                            | молодой Джо                       |
| 1991—1992 | с  | Класс Дрексела                    | Drexell's Class                    | Уокер                             |
| 1991—1992 | с  |                                   | Walter & Emily                     | Зак Коллинз                       |
| 1992      | тф | И воздастся тебе                  | With a Vengeance                   | Филлип                            |
| 1993      | ф  | Миссис Даутфайр                   | Mrs. Doubtfire                     | Крис Хиллард                      |
| 1995      | с  |                                   | Bringing up Jack                   | Райан Макмэхон                    |
| 1995—1997 | с  |                                   | Brotherly Love                     | Мэтт Роман                        |
| 1996      | тф | Братья границы                    | Brothers of the Frontier           | Аарон Фрай                        |
| 1997      | тф | Ангелы в зачётной зоне            | Angels in the Endzone              | Джесси Харпер                     |
| 1997—2000 | с  | Парень познаёт мир                | Boy Meets World                    | Джек Хантер                       |
| 1999      | тф | Счастливая клюшка                 | H-E Double Hockey Sticks           | Генрих                            |
| 1999      | тф | Каникулы на ранчо                 | Horse Sense                        | ковбой в аэропорте                |
| 2000      | тф |                                   | Girl Band                          | Майк                              |
| 2000      | ф  |                                   | Glow                               | Джереми                           |
| 2000      | ф  | Их поменяли мозгами               | Big Monster on Campus              | Фрэнк                             |
| 2001      | тф | На абордаж!                       | Jumping Ship                       | Джейк Хантер                      |
| 2002      | ф  | Обманщики                         | Cheats                             | Виктор                            |
| 2002      | ф  | Цыпочка                           | The Hot Chick                      | Билли                             |
| 2003      | с  | C.S.I.: Место преступления Майами | CSI: Miami                         | Чак Шоу                           |
| 2004      | с  | Бостонская школа                  | Boston Public                      | Билли Диган                       |
| 2006      | ф  | Ночной монстр                     | Monster Night                      | Брок                              |
| 2007      | ф  | Мстители                          | The Comebacks                      | Лэнс Трумэн                       |
| 2008      | ф  |                                   | Making of «Creature of Darkness»   | Лэнс                              |
| 2008      | ф  | Дальнобойщица                     | Trucker                            | Скотт                             |
| 2009      | ф  | Слуга тьмы                        | Creature of Darkness               | Лэнс                              |
| 2011      | ф  | Форт МакКой                       | Fort McCoy                         | Дэн                               |
| 2011      | с  | Мелисса и Джоуи                   | Melissa & Joey                     | Тони Лонго                        |
| 2012      | ф  | Внутри тишины                     | Of Silence                         | Брайан                            |
| 2014      | ф  |                                   | The Dog Who Saved Easter           | Уилл                              |
| 2013      | ф  | Мой Санта                         | My Santa                           | Крис                              |
| 2015      | с  | Трудоголики                       | Workaholics                        | Лэнс                              |
| 2015      | с  | Истории Райли                     | Girl Meets World                   | Джек Хантер                       |
| 2015      | ф  |                                   | Evol: The Theory of Love           | Бен Доусон                        |